# Nemastoma bimaculatum
Nemastoma bimaculatum is een hooiwagen behorend tot de familie aardhooiwagens (Nemastomatidae). Hij is zwart, met twee crèmekleurige vlekken op het kopborststuk..

## Kenmerken
Het is een kleine en kortbenige soort hooiwagen. De lichaamslengte van mannetjes is 2–2,2 mm, die van vrouwtjes 2,3–2,5 mm. De oogheuvel is zwak uitgesproken. De basiskleur van het lichaam is zwart, er zitten meestal twee lichte vlekken op. Deze zijn wit, zilverkleurig of gelig van kleur, liggen vlak voor het midden van het lichaam en zijn variabel van vorm. Ze worden echter altijd aan de buitenkant gesneden. Het bovenoppervlak is zwak gegranuleerd, maar gladder dan dat van de gelijkaardige Nemastoma lugubre. Bovendien is deze soort minder convex. De mannetjes kunnen worden onderscheiden door de vorm van de chelicerale apofyse, aangezien deze is verlengd tot een kleine tand in Nemastoma bimaculatum, die ontbreekt in Nemastoma lugubre.

## Verspreiding en leefgebied
Het verspreidingsgebied van de soort ligt voornamelijk in de Atlantische gebieden van West- en Noord-Europa. Het strekt zich uit van de Pyreneeën over grote delen van Frankrijk tot het Verenigd Koninkrijk, inclusief Shetland en Ierland in het noordwesten. Ten oosten hiervan komt de soort voor in België, Luxemburg, Nederland, West- en Noord-Duitsland, Denemarken, de westelijke en zuidelijke kustgebieden van Noorwegen en delen van de Zweedse kustgebieden. In Duitsland komt de soort het meest voor ten westen van de Rijn. In Groot-Brittannië is de soort een van de meest voorkomende en wijdverspreide hooiwagens.

## Ecologie
Het leefgebied van de soort zijn bossen, bij voorkeur sparrenbossen, met een hoge bodemvochtigheid en evenwichtige dagelijkse temperaturen. Hier zijn de dieren te vinden op het bladerdek, op of onder verrot hout, op de grond liggende boomschors, mos en stenen. Dit zijn meestal schaduwrijke plekken, zelden open plekken. De soort komt voor in het laagland tot op een hoogte van ongeveer 1500 m en leeft plaatselijk samen met Nemastoma lugubre.

## Levenswijze
De soort kan tot drie jaar oud worden. Volwassen individuen worden het hele jaar door gevonden met een piekperiode van mei tot augustus. Volgens andere informatie is de belangrijkste periode van activiteit in de herfst en winter, terwijl de jonge exemplaren vooral in de zomer en herfst worden aangetroffen. De soort voedt zich roofzuchtig met kleine geleedpotigen, zoals springstaarten of mijten, maar ook met vers aas.
Tijdens het paren biedt het mannetje, vergelijkbaar met het Ischyropsalis hellwigii, de partner een glandulair veld aan dat zich bevindt in de knopvormige verlenging van het basale segment van de cheliceren. Het paren kan enkele seconden tot enkele minuten duren en kan vele malen worden herhaald. Bij het paren staan de partners tegenover elkaar. Het mannetje trilt zijn partner met de tarsi van de twee voorste paar poten. Het vrouwtje raakt met haar mond het klierveld bovenop de chelicerensteel van het mannetje aan. Het mannetje duwt vervolgens zijn lange geslachtsorgaan, dat in een spleet onder het ventrale schild verschijnt, in de genitale opening op dezelfde plek bij het vrouwtje. Het vrouwtje heeft een zeer lange, flexibele buis die ze gebruikt om haar eieren tussen eind augustus en begin december in de grond of onder stukken hout te leggen. Jonge dieren zijn vooral in de herfst te vinden.

## Taxonomie
De soort werd voor het eerst beschreven in 1775 door Johann Christian Fabricius onder de naam Phalangium bimaculatum. Er zijn twee ondersoorten: Nemastoma bimaculatum bimaculatum (Fabricius, 1775) en Nemastoma bimaculatum unicolor (Roewer, 1914). Laatstgenoemde ondersoort kenmerkt zich door de afwezigheid van de lichtvlekken en is controversieel.